# Sellnickochthonius hanyensis
Sellnickochthonius hanyensis är en kvalsterart som beskrevs av Sandór Mahunka och Luise Mahunka-Papp 2002. Sellnickochthonius hanyensis ingår i släktet Sellnickochthonius och familjen Brachychthoniidae. Inga underarter finns listade i Catalogue of Life.